# Ella Pancera

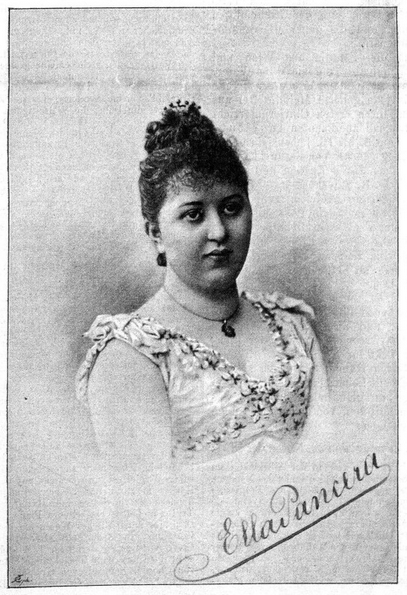
Österreichische Musik- und Theaterzeitung, 5. Jg., Nr. 3–4 (1892), S. 1.

Gabriele Pancera genannt Ella (* 15. August 1870 in Wien; † 10. Mai 1932 in Bad Ischl) war eine österreichische Pianistin.

## Leben und Wirken

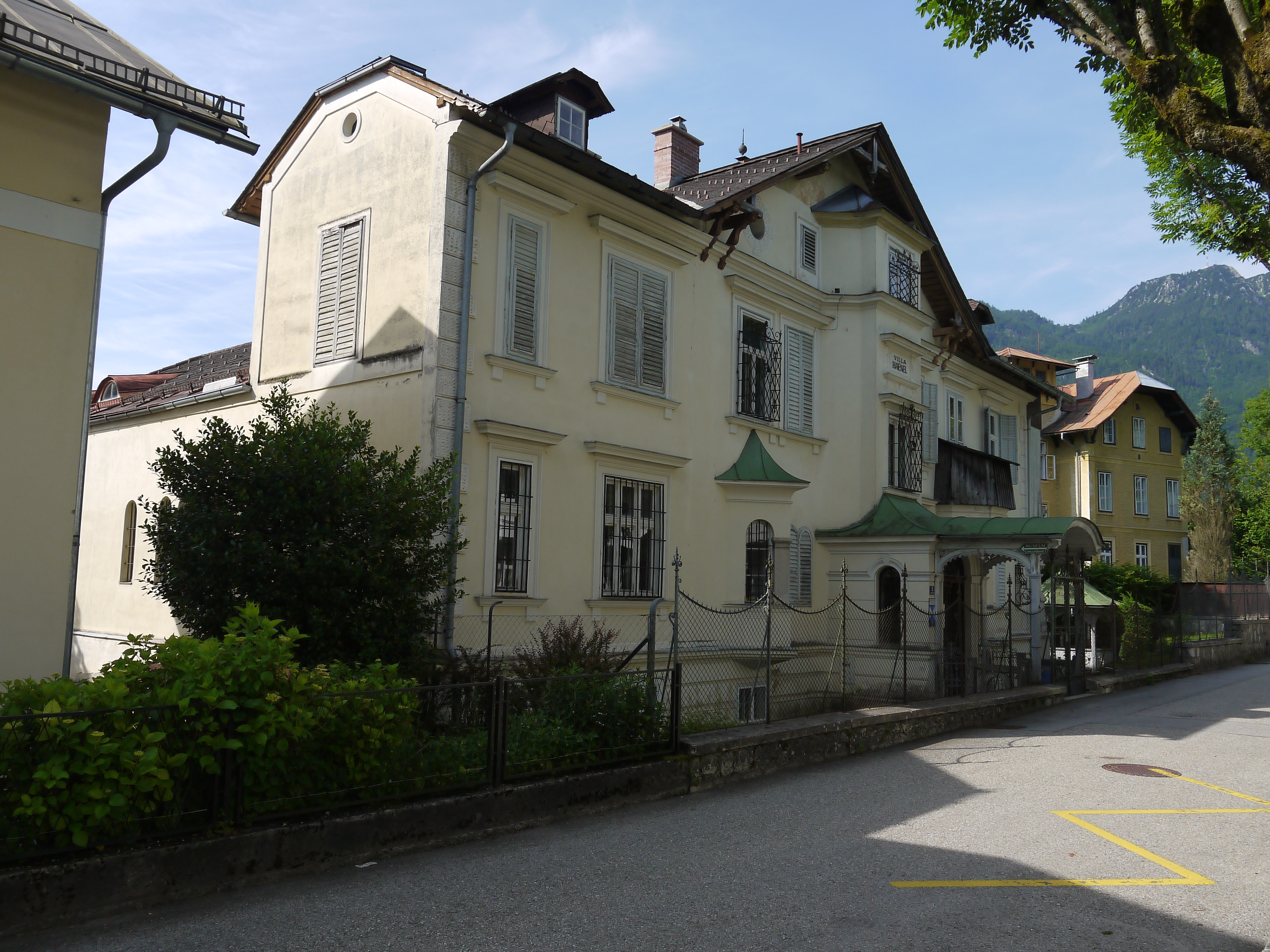
Die Villa Vockner in Bad Ischl beherbergt das Haenel-Pancera-Familienmuseum.

Ella Pancera erhielt ersten Unterricht am Privatlyzeum Institut Hanausek, danach am Wiener Konservatorium bei Julius Epstein, Theodor Leschetizky und Josef Vockner. In Weimar erhielt sie Unterricht bei Bernhard Stavenhagen.
Schon mit 13 Jahren trat sie öffentlich auf und unternahm seit 1892 zahlreiche sehr erfolgreiche Konzertreisen durch Europa. Besonderen Erfolg konnte sie in England verzeichnen, wo sie häufig am Hofe spielte und zu den Lieblingen Königin Victorias zählte. Bereits mit 17 Jahren spielte sie in Wien das schwierige zweite Konzert op. 83 von Johannes Brahms.
Ihre Großmutter Marie Pancera geb. Clary aus Marseille war eine Nichte der Königin Julie von Neapel, der Herzogin Maria von Albufera und Königin Desideria von Schweden.
Sie führte drei Ehen, von 1898 bis 1910 war sie in erster Ehe mit Adolf Max Blüthner, dem Sohn des Pianofortefabrikanten Julius Blüthner verheiratet und lebte in dieser Zeit weitgehend in Leipzig. Ab 1924 war Pancera mit dem deutschen Ariseur Wilhelm Walter Ernst Haenel (1891–1967) verheiratet. Es handelte sich bei beiden um die jeweils dritte Ehe.
Ihr Grab befindet sich auf dem Friedhof Bad Ischl. In Bad Ischl befindet sich in der denkmalgeschützten Villa Vockner auch das Haenel-Pancera-Familienmuseum.